# John Day (botánico)
John Day (1824-1888) fue un productor de orquídeas y coleccionista inglés, y se le conoce por la producción de unas 4.000 ilustraciones de especies de orquídeas en 53 álbumes de recortes en un período de 15 años. Estos recortes fueron donados a Real Jardín Botánico de Kew en 1902 por su hermana, Emma Wolstenholme.
John Day nació en la ciudad de Londres en 1824, hijo de un rico comerciante de vinos. Compró su primera colección de orquídeas en 1852 en una subasta del vivero de Loddiges después de su cierre. A un precio promedio de £ 1 cada una, adquirió 50 orquídeas tropicales, no los Cymbidiums más comunes, sino Dendrobiums de la India, Odontoglossums de América tropical, Lycastes y Cattleyas, que crecieron en condiciones ideales en una casa de orquídeas construida con un ejemplar sistema de calefacción, en los terrenos de su casa en High Cross, el Tottenham. Entre 1863 y 1888 en el apogeo de la Orquideomanía en la Época victoriana, John Day pintó y dibujó las orquídeas de su propia colección en Tottenham, viveros de Londres, y el Royal Botanic Gardens, Kew, y visitó las zonas tropicales para ver el hábitat de las orquídeas de primera mano. Un gran número de sus ilustraciones representan plantas que estaban en flor y son las primeras imágenes conocidas de especies. Mantuvo una estrecha relación con Heinrich Gustav Reichenbach, el taxónomo de orquídeas en la Universidad de Hamburgo.
En 2004 Thames & Hudson publicó una colección de obras de arte de John Day en A Very Victorian Passion: The Orchid Paintings of John Day por Phillip Cribb y Michael Tibbs, dos principales autoridades en Orchidaceae, que proporcionan una revisión detallada de la historia, los antecedentes y la botánica de las orquídeas representadas.
- La abreviatura «J.Day» se emplea para indicar a John Day como autoridad en la descripción y clasificación científica de los vegetales.[3]